# Bookends
Bookends è il quarto album in studio del duo statunitense Simon and Garfunkel, pubblicato il 3 aprile 1968.

## Il disco
Si tratta di un concept album sul ciclo della vita: la prima parte riguarda il passare dell'età, mentre la seconda contiene brani scartati nella produzione della colonna sonora del film Il laureato che Paul Simon aveva curato insieme con Dave Grusin.
Bookends entrò subito alla prima posizione per sette settimane nella classifica Billboard 200 Pop Albums (della rivista statunitense Billboard), sia negli Stati Uniti che nel Regno Unito, la terza posizione in Australia e Francia e la decima in Spagna. 
Furono estratti quattro singoli: A Hazy Shade of Winter, At the Zoo, Fakin' It e la celebre Mrs. Robinson, con quest'ultima che ottenne la prima posizione tra i singoli.
Nel 2003 VH1 ha incluso Bookends nella classifica dei cento migliori album di sempre, posizionandolo al posto numero 93. Sempre nel 2003, l'album fu posizionato al posto numero 233 dalla rivista Rolling Stone nella lista dei 500 migliori album di sempre.
L'album inizia dolcemente, ma prende un improvviso e più pesante cambiamento con la seconda traccia, Save the Life of My Child, la quale utilizza suoni di un sintetizzatore distorto e segna un allontanamento del duo dalla tradizionale delicatezza delle loro canzoni. Save the Life of My Child contiene inoltre un estratto di The Sound of Silence. L'album contiene il singolo Mrs.Robinson, brano divenuto grandemente famoso per la sua inclusione nel già citato film Il laureato (1967).
Il primo lato dell'album è unificato sia tematicamentre che musicalmente: inizia (e finisce) con un breve pezzo strumentale chitarristico intitolato Bookends Theme, che si evolve immediatamente nella più movimentata Save the Life of My Child. Il brano sfuma in America, traccia che racconta il viaggio di due giovani amanti. Voices of Old People, come da titolo, è costituita interamente da conversazioni di persone anziane registrate personalmente da Art Garfunkel in varie case di cura ed ospizi. Old Friends, celebrazione della vecchiaia, contiene l'apporto strumentale di archi e fiati, ora impetuosi, ora lenti, che confluiscono nell'ultima traccia della prima facciata dell'LP, una versione vocale di Bookends Theme.
La seconda facciata del disco si apre con il singolo Mrs. Robinson, brano tra i più famosi e celebrati di Simon & Garfunkel. Overs, Punky's Dilemma, e A Hazy Shade of Winter furono anch'esse scritte per la colonna sonora de Il laureato, ma il produttore le scartò. Fakin' It e Punky's Dilemma ricorrono anch'esse all'uso di effetti sonori, loop di percussioni e un interludio parlato registrato in un negozio inglese contenente la voce della cantante Beverley Martyn che termina con il rumore di qualcuno che sale una scala seguiti da una porta sbattuta. A Hazy Shade of Winter possiede sonorità rock elettriche, seguite dall'intima atmosfera evocata dalla delicata canzone acustica At the Zoo.
La brevità del disco riflette la tecnica estremamente perfezionista utilizzata per la produzione. I musicisti passarono più di 50 ore in studio per incidere la sola Punky's Dilemma, per esempio, e le parti vocali furono sovraincise diverse volte, in alcuni casi anche nota per nota, fino a quando tutti non era soddisfatti del risultato.
La ristampa dell'album in CD del 2001 include due bonus track: You Don't Know Where Your Interest Lies (pubblicata in origine come B-side del singolo Fakin' It) e una versione demo di Old Friends.
Bookends Theme è stata inserita nella scena iniziale del film Ragazze interrotte, mentre Bookends (la versione cantata)  è presente nel film 500 Days of Summer.

## Tracce
Testi e musiche di Paul Simon, eccetto dove indicato.

### Lato A
1. Bookends Theme (strumentale) – 0:32
2. Save the Life of My Child – 2:49
3. America – 3:34
4. Overs – 2:14
5. Voices of Old People – 2:09 (Art Garfunkel)
6. Old Friends – 2:36
7. Bookends – 1:16

### Lato B
1. Fakin' It – 3:14
2. Punky's Dilemma – 2:10
3. Mrs. Robinson – 4:02
4. A Hazy Shade of Winter – 2:17
5. At the Zoo – 2:21

## Formazione

### Musicisti
- Paul Simon – voce, chitarra
- Art Garfunkel – voce
- Hal Blaine – percussioni
- Joe Osborn – basso elettrico
- Larry Knechtel – pianoforte, tastiere

### Musicisti aggiuntivi
- Jimmie Haskell – Arrangiatore
- Bob Johnston – Assistente alla produzione
- Richard Avedon – Fotografia di copertina